# Zeslandentoernooi 2024 (mannen)
De vijfentwintigste editie van het Zeslandentoernooi voor mannen van de Rugby Union werd gespeeld van 2 februari tot en met 16 maart 2024 tussen de rugbyteams van Engeland, Frankrijk, Italië, Schotland, Wales en het Iers rugbyteam (het team dat zowel de Republiek Ierland als Noord-Ierland vertegenwoordigt in internationale wedstrijden). Ierland verdedigde de titel en won het toernooi. In Nederland werd het toernooi uitgezonden door Ziggo Sport.

## Deelnemende landen
| Land      | Stadion                 | Capaciteit | Stad              | Coach           | Aanvoerder                          |
| --------- | ----------------------- | ---------- | ----------------- | --------------- | ----------------------------------- |
| Engeland  | Twickenham              | 82.000     | Londen            | Steve Borthwick | Jamie George                        |
| Frankrijk | Stade Vélodrome         | 67.394     | Marseille         | Fabien Galthie  | Gregory Alldritt en Charles Ollivon |
| Frankrijk | Stade Pierre-Mauroy     | 50.186     | Villeneuve-d'Ascq | Fabien Galthie  | Gregory Alldritt en Charles Ollivon |
| Frankrijk | Parc Olympique Lyonnais | 59.186     | Décines-Charpieu  | Fabien Galthie  | Gregory Alldritt en Charles Ollivon |
| Ierland   | Aviva Stadium           | 51.700     | Dublin            | Andy Farrell    | Peter O'Mahony en Caelan Doris      |
| Italië    | Stadio Olimpico         | 73.261     | Rome              | Gonzalo Quesada | Michele Lamaro                      |
| Schotland | Murrayfield Stadium     | 67.144     | Edinburgh         | Gregor Townsend | Finn Russell met Rory Darge         |
| Wales     | Millennium Stadium      | 74.500     | Cardiff           | Warren Gatland  | Dafydd Jenkins                      |

## Stand
| Positie | Land      | Wedstrijden | Wedstrijden | Wedstrijden | Wedstrijden | Punten | Punten | Punten   | Try's | Try's | Bonus-punten | Tabel Punten |
| Positie | Land      | Gespeeld    | Gewonnen    | Gelijk      | Verloren    | Voor   | Tegen  | Verschil | Voor  | Tegen | Bonus-punten | Tabel Punten |
| ------- | --------- | ----------- | ----------- | ----------- | ----------- | ------ | ------ | -------- | ----- | ----- | ------------ | ------------ |
| 1       | Ierland   | 5           | 4           | 0           | 1           | 144    | 60     | 84       | 19    | 7     | 4            | 20           |
| 2       | Frankrijk | 5           | 3           | 1           | 1           | 128    | 122    | 6        | 13    | 14    | 1            | 15           |
| 3       | Engeland  | 5           | 3           | 0           | 2           | 118    | 123    | -5       | 13    | 13    | 2            | 14           |
| 4       | Schotland | 5           | 2           | 0           | 3           | 115    | 115    | 0        | 12    | 13    | 4            | 12           |
| 5       | Italië    | 5           | 2           | 1           | 2           | 92     | 126    | -34      | 9     | 16    | 1            | 11           |
| 6       | Wales     | 5           | 0           | 0           | 5           | 92     | 143    | -51      | 13    | 16    | 4            | 4            |

## Prijzen
Op het Zeslandentoernooi worden verschillende rivaliteitsprijzen uitgereikt voor de winnaars van wedstrijden:
- Giuseppe Garibaldi Trophy: Niet gewonnen wegens een gelijkspel[13]
- Calcutta Cup: Gewonnen door Schotland[14]
- Doddie Weir Cup: Gewonnen door Schotland[15]
- Triple Crown: Niet gewonnen
- Millennium Trophy: Gewonnen door Engeland[16]
- Centenary Quaich: Gewonnen door Ierland[17]
- Eurostar Trophy: Gewonnen door Frankrijk[18]
- Auld Alliance Trophy: Gewonnen door Frankrijk[19]
- Cuttitta Cup: Gewonnen door Italië[16][20]
- Wooden spoon: Gewonnen door Wales[16]
- Grand slam: Niet gewonnen

## Programma en uitslagen
Op 5 december 2023 werd bekendgemaakt welke scheidsrechters de duels op het toernooi leiden. Op 18 januari 2024 werd bekendgemaakt dat scheidsrechter Jaco Peyper niet op tijd voor het toernooi hersteld zou zijn van een blessure en daardoor werd vervangen door Angus Gardner voor het duel tussen Italië en Schotland. Het duel tussen Ierland en Italië was gepland om geleid te worden door de Fransman Pierre Brousset, maar hij werd wegens een blessure vervangen door Engelsman Luke Pearce.
De hieronder getoonde tijden zijn Midden-Europese Tijd.

### Week 1
| 2 februari 2024 21:00 | Frankrijk            | 17 - 38 | Ierland              | Stade Vélodrome, Marseille Scheidsrechter: Karl Dickson |
| 2 februari 2024 21:00 | Try: 2 Con: 2 Pen: 1 | Verslag | Try: 5 Con: 5 Pen: 1 | Stade Vélodrome, Marseille Scheidsrechter: Karl Dickson |

| 3 februari 2024 15:15 | Italië               | 24 - 27 | Engeland             | Stadio Olimpico, Rome Scheidsrechter: Paul Williams |
| 3 februari 2024 15:15 | Try: 3 Con: 3 Pen: 1 | Verslag | Try: 2 Con: 1 Pen: 5 | Stadio Olimpico, Rome Scheidsrechter: Paul Williams |

| 3 februari 2024 17:45 | Wales                | 26 - 27 | Schotland            | Millennium Stadium, Cardiff Toeschouwers: 74.500 Scheidsrechter: Ben O’Keeffe |
| 3 februari 2024 17:45 | Try: 4 Con: 3 Pen: 0 | Verslag | Try: 3 Con: 3 Pen: 2 | Millennium Stadium, Cardiff Toeschouwers: 74.500 Scheidsrechter: Ben O’Keeffe |

### Week 2
| 10 februari 2024 15:15 | Schotland            | 16 - 20 | Frankrijk            | Murrayfield Stadium, Edinburgh Toeschouwers: 67.144 Scheidsrechter: Nic Berry |
| 10 februari 2024 15:15 | Try: 1 Con: 1 Pen: 3 | Verslag | Try: 2 Con: 2 Pen: 2 | Murrayfield Stadium, Edinburgh Toeschouwers: 67.144 Scheidsrechter: Nic Berry |

| 10 februari 2024 17:45 | Engeland             | 16 - 14 | Wales                                | Twickenham, Londen Scheidsrechter: James Doleman |
| 10 februari 2024 17:45 | Try: 2 Con: 0 Pen: 2 | Verslag | Try: 2 (1 penalty try) Con: 1 Pen: 0 | Twickenham, Londen Scheidsrechter: James Doleman |

| 11 februari 2024 16:00 | Ierland              | 36 - 0  | Italië               | Aviva Stadium, Dublin Scheidsrechter: Luke Pearce |
| 11 februari 2024 16:00 | Try: 6 Con: 3 Pen: 0 | Verslag | Try: 0 Con: 0 Pen: 0 | Aviva Stadium, Dublin Scheidsrechter: Luke Pearce |

### Week 3
| 24 februari 2024 15:15 | Ierland              | 31-7    | Wales                              | Aviva Stadium, Dublin Scheidsrechter: Andrea Piardi |
| 24 februari 2024 15:15 | Try: 4 Con: 4 Pen: 1 | Verslag | Try: 1 (penalty try) Con: 0 Pen: 0 | Aviva Stadium, Dublin Scheidsrechter: Andrea Piardi |

| 24 februari 2024 17:45 | Schotland            | 30-21   | Engeland                     | Murrayfield Stadium, Edinburgh Toeschouwers: 67.144 Scheidsrechter: Andrew Brace |
| 24 februari 2024 17:45 | Try: 3 Con: 3 Pen: 3 | Verslag | Try: 2 Con: 1 Pen: 2 Drop: 1 | Murrayfield Stadium, Edinburgh Toeschouwers: 67.144 Scheidsrechter: Andrew Brace |

| 25 februari 2024 16:00 | Frankrijk            | 13-13   | Italië               | Stade Pierre-Mauroy, Villeneuve-d'Ascq Scheidsrechter: Christophe Ridley |
| 25 februari 2024 16:00 | Try: 1 Con: 1 Pen: 2 | Verslag | Try: 1 Con: 1 Pen: 2 | Stade Pierre-Mauroy, Villeneuve-d'Ascq Scheidsrechter: Christophe Ridley |

### Week 4
| 9 maart 2024 15:15 | Italië               | 31 - 29 | Schotland            | Stadio Olimpico, Rome Scheidsrechter: Angus Gardner |
| 9 maart 2024 15:15 | Try: 3 Con: 2 Pen: 4 | Verslag | Try: 4 Con: 3 Pen: 1 | Stadio Olimpico, Rome Scheidsrechter: Angus Gardner |

| 9 maart 2024 17:45 | Engeland                     | 23 - 22 | Ierland              | Twickenham, Londen Scheidsrechter: Nika Amashukeli |
| 9 maart 2024 17:45 | Try: 3 Con: 1 Pen: 1 Drop: 1 | Verslag | Try: 2 Con: 0 Pen: 4 | Twickenham, Londen Scheidsrechter: Nika Amashukeli |

| 10 maart 2024 16:00 | Wales                | 24 - 45 | Frankrijk            | Millennium Stadium, Cardiff Scheidsrechter: Luke Pearce |
| 10 maart 2024 16:00 | Try: 3 Con: 3 Pen: 1 | Verslag | Try: 5 Con: 4 Pen: 4 | Millennium Stadium, Cardiff Scheidsrechter: Luke Pearce |

### Week 5
| 16 maart 2024 15:15 | Wales                | 21 - 24 | Italië               | Millennium Stadium, Cardiff Scheidsrechter: Mathieu Raynal |
| 16 maart 2024 15:15 | Try: 3 Con: 3 Pen: 0 | Verslag | Try: 2 Con: 1 Pen: 4 | Millennium Stadium, Cardiff Scheidsrechter: Mathieu Raynal |

| 16 maart 2024 17:45 | Ierland              | 17 - 13 | Schotland            | Aviva Stadium, Dublin Scheidsrechter: Matthew Carley |
| 16 maart 2024 17:45 | Try: 2 Con: 2 Pen: 1 | Verslag | Try: 1 Con: 1 Pen: 2 | Aviva Stadium, Dublin Scheidsrechter: Matthew Carley |

| 16 maart 2024 21:00 | Frankrijk            | 33 - 31 | Engeland             | Parc Olympique Lyonnais, Décines-Charpieu Scheidsrechter: Angus Gardner |
| 16 maart 2024 21:00 | Try: 3 Con: 3 Pen: 4 | Verslag | Try: 4 Con: 4 Pen: 1 | Parc Olympique Lyonnais, Décines-Charpieu Scheidsrechter: Angus Gardner |